# Wah Wah Watson
Wah-Wah Watson, właśc. Melvin Ragin (ur. 8 grudnia 1950 w Richmond, zm. 24 października 2018 w Santa Monica) – amerykański muzyk sesyjny, kompozytor, producent, gitarzysta współpracujący z wytwórnią Motown. Z jego pseudonimu wyczytać można jego specjalizację. Znany jest właśnie z niesamowitych umiejętności grania na gitarze z filtrem wah-wah. Pochodzący z Richmond w stanie Wirginia, Melvin Ragin przeprowadził się do Detroit i został członkiem zespołu The Funk Brothers z wytwórni Motown Records. Grał głównie soul, funk oraz disco. Był bardzo aktywny w latach sześćdziesiątych i siedemdziesiątych XX wieku.

## Dyskografia
- Marvin Gaye – Let’s Get It On (1973)
- Martha Reeves – Martha Reeves (1974)
- Quincy Jones – Body Heat (1974)
- The Pointer Sisters – Steppin’ (1975)
- Herbie Hancock – Man-Child (1975)
- Herbie Hancock – Secrets (1976)
- Labelle – Chameleon (1976)
- Rose Royce – Car Wash (1976)
- Herbie Hancock – Mr. Hands (1978)
- Michael Jackson – Off The Wall (1979)
- Herbie Hancock – Feets, Don’t Fail Me Now (1979)
- Herbie Hancock – Monster (1980)
- Blondie – Live It Up (1980)
- Vanessa Williams The Comfort Zone (1991)
- Brian McKnight – Brian McKnight (1992)
- Me'Shell NdegéOcello – Plantation Lullabies (1993)
- Maxwell – Maxwell’s Urban Hang Suite (1994)
- Herbie Hancock – Dis Is Da Drum (1994)
- Stevie Wonder – Conversation Peace (1995)
- Brian McKnight – I Remember You (1995)
- Maxwell – Now (2001)